# Цзя Чжигоу, Юлий
Юлий Цзя Чжигоу (род. 1935, Китай) — епископ Римско-Католической церкви, ординарий епархии Чжэндина.

## Биография
С 1951 года Юлий Цзя Чжигоу несколько раз подвергался арестам за незаконную религиозную деятельность. В 1980 году Юлий Цзя Чжигоу был тайно рукоположён в епископа епархии Чжэндина. С декабря 2004 года он находился под домашним арестом.
24 августа 2008 года Юлий Цзя Чжигоу был арестован во время богослужения и выпущен на свободу 30 сентября 2008 года,.
31 марта 2009 года он был снова арестован и заключён в тюрьму, где он пребывал до 7 июля 2010 года .В общей сложности епископ Юлий Цзя Чжигоу провёл в заключении около двадцати лет.
Вместо него в 2008 году ординарием епархии Чжэндина Святым Престолом был назначен епископ Павел Цзян Таожань.